# Siodełko (Pasmo Radziejowej)
Siodełko (782 m) – przełęcz w Beskidzie Sądeckim w Paśmie Radziejowej, pomiędzy szczytami Gronia (803 m) i nienazwanymi wierzchołkami o wysokości 808 m i 835 m (ten ostatni z zarastającą polaną Starzowo). Przełęcz znajduje się zaledwie około 200 m na wschód od szczytu Gronia, 170 m od wierzchołka 808 m i 380 m od wierzchołka 845 m. Wschodni stok przełęczy opada do potoku Zakijowskiego (Potoku Kozłeckiego).
Przełęcz znajduje się na terenie gminy Krościenko nad Dunajcem w województwie małopolskim, w powiecie nowotarskim. Jest na niej skrzyżowanie dróg leśnych i niewielka i pozbawiona widoków polanka. Przechodzi przez nią Główny Szlak Beskidzki. Na polance jest skrzyżowanie dróg leśnych; na wschodnią stronę odbiega droga, którą można poprzez Jaworzycę i Babią Górę zejść do osiedla Juraszowa w Krościenku nad Dunajcem.

## Szlaki turystyczne
odcinek: Krościenko nad Dunajcem – Siodełko – Dzwonkówka – Przełęcz Przysłop – Skałka – Schronisko PTTK na Przehybie – Prehyba – Radziejowa.

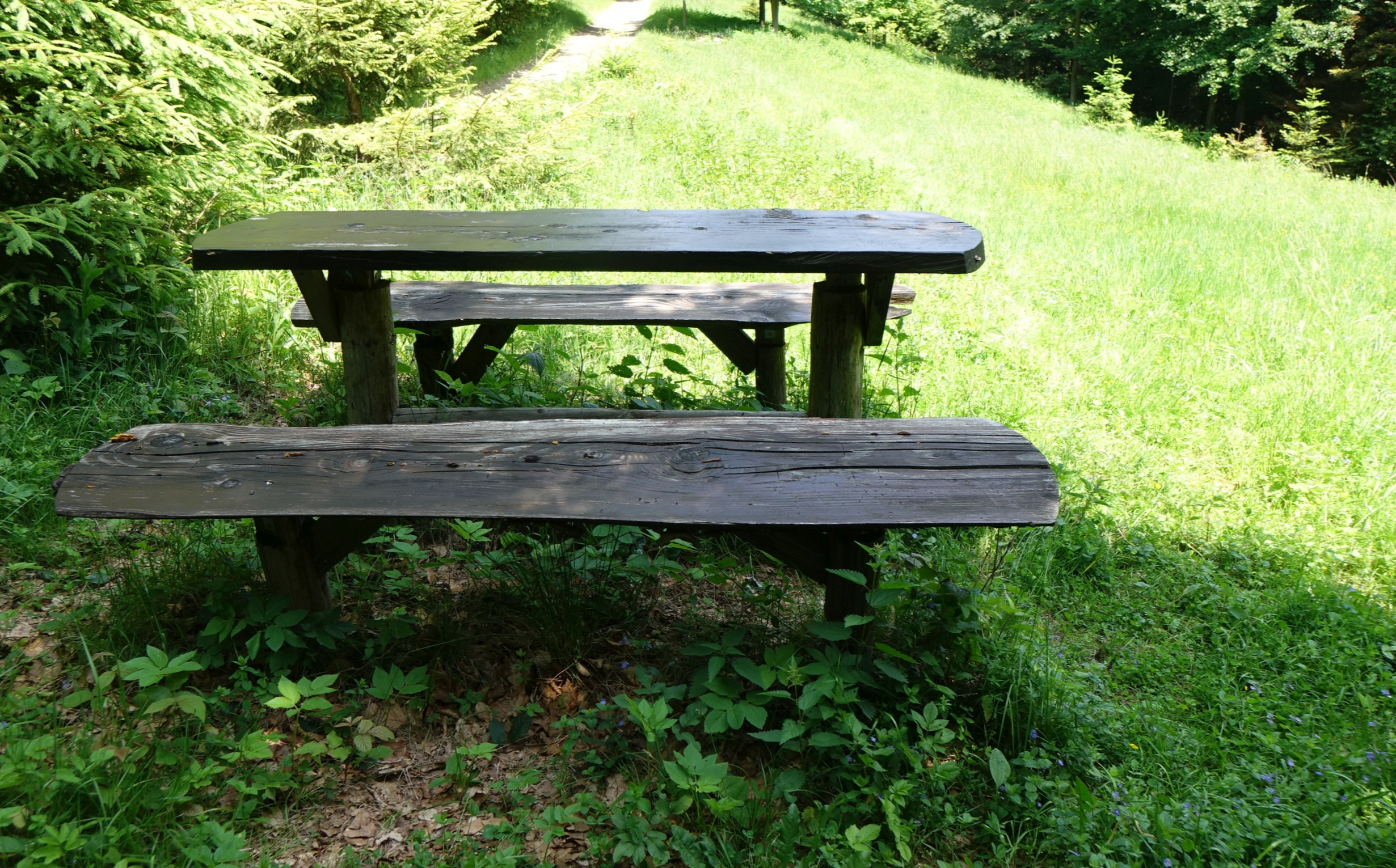
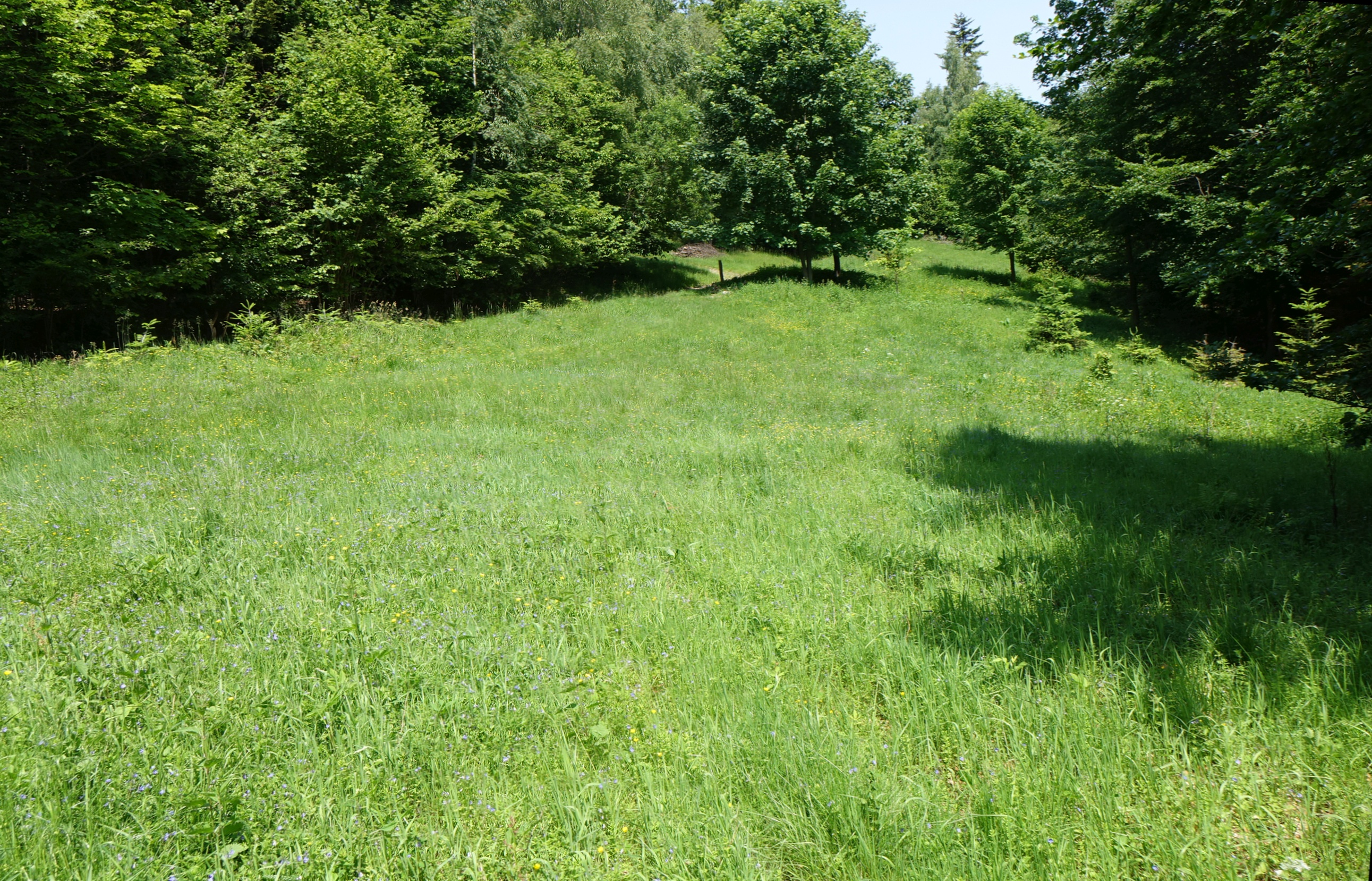